# Tan Hill Inn
Tan Hill Inn beliggende på Tan Hill anses for den højest beliggende kro i England, ca. 528 meter over havets overflade.

## Ekstern henvisning
- The Tan Hill Inn

54°27′20.2″N 2°09′37.0″V / 54.455611°N 2.160278°V